# 文化精神医学
文化精神医学（ぶんかせいしんいがく、trans-cultural psychiatry もしくは cross-cultural psychiatry）は、異なる文化におけるメンタルヘルスの比較研究を行う研究領域である。精神医学の下位カテゴリーにはいる。もともとは周縁的で分野であったが、今日のグローバル化で人・物・情報等の交流が盛んになるとともに、異文化間での精神医学の実践が注目されるにいたる。カーマイヤーによる問題設定をひいて、
1. 比較精神医学、疫学的研究
2. 移民、難民の精神医療
3. 精神科領域の批判的再検討

の三区分で語られることが多い。また、特定の国家や地域により、発症する症状などに差異がある。具体的には、日本においては対人恐怖症が多く、イスラエルや米国においてはイスラモフォビアが多い。

## 参照
参考文献：　中井久夫「治療文化論」（岩波現代文庫）ISBN 978-4006000523